# Brogöl (Hjorteds socken, Småland)
Brogöl är en sjö i Västerviks kommun i Småland och ingår i Botorpsströmmens huvudavrinningsområde.